# ANAクラウンプラザホテル広島
ANAクラウンプラザホテル広島（エイエヌエイクラウンプラザホテルひろしま）は、広島県広島市中区にあるホテル。
広島の老舗ホテルの一つ。広島市の中心部、平和大通りに面した地に建ち、徒歩10分圏内に広島平和記念公園内のすべての施設がある。

## 沿革
- 敷地の一部は文禄3年（1594年）から昭和53年（1978年）まで国泰寺の境内だった。現在ホテル正面に「愛宕池跡」としてその面影が残る。
- 1983年9月 : 全日本空輸（ANA）グループが運営する「広島全日空ホテル」として開業する[3]。全日空ホテルとしては7番目の開業になる[3]。
- 2006年12月 : ANA直営から合弁会社IHG・ANA・ホテルズグループジャパンに移管される[4]。
- 2007年 : ANAからモルガン・スタンレーグループに譲渡される[4]。運営はIHG・ANAホテルズ[4]、所有はモルガン・スタンレー系パノラマ・ホスピタリティ子会社パノラマ・ホテルズ・ワン（のち分社化してホライズン・ホテルズ）になる。同年「ANAクラウンプラザホテル広島」に改称する。
- 2015年 : モルガン・スタンレーグループから星野リゾートに譲渡される[5]。運営はIHG・ANAホテルズ、商号はホライズン・ホテルズ、所有が星野リゾート・リート投資法人になる。

## 施設
客室部は大きく分けてクラブフロア・ミドルフロア・スタンダードフロアの3つのエリアからなり、多様な利用目的に合わせたグレードに分けられている。宴会場も同様に、1,000人以上収容可能な会場から10人程度の小規模会場まで、ニーズに合わせた利用ができる。
施設の更新は随時行われている。特に2014年に新設され1階にある「木もれ陽のチャペル」は、2014年IDA金賞、LICC(イギリス国際デザイン賞)、DFA(アジアデザイン賞)、2015年リーフ賞リファービッシュ部門、Architizer A+AWARDS Special Mention 2015、と5つの国際建築賞を受賞している。
- 屋上 : （夏季のみ）ルーフトップビアガーデン
- 22階 : スカイバンケット「ルミエール」」「スターダスト」、クラブフロア専用ラウンジ
- 19-20階 : 客室「クラブフロア」
- 14-18階 : 客室「ミドルフロア」
- 8-12階 : 客室「スタンダードフロア」
- 7階 : 客室「スタンダードフロア」。小宴会場、更衣室
- 6階 : エニタイムフィットネス
- 5階 : レストラン「雲海」「桃李」
- 4階 : 神殿、小宴会場、写真室、着付室
- 3階 : 大・中・小・宴会場、喫煙ルーム
- 2階 : 宴会・婚礼受付、衣装室
- 1階 : ロビー・フロント、ダイニング「フリュティエ」。「ザ・ラウンジ」、チャペル、尾道浪漫珈琲、平和通り歯科口腔外科、公開空地、授乳室、喫煙ルーム
- 地下1-2階 : 駐車場

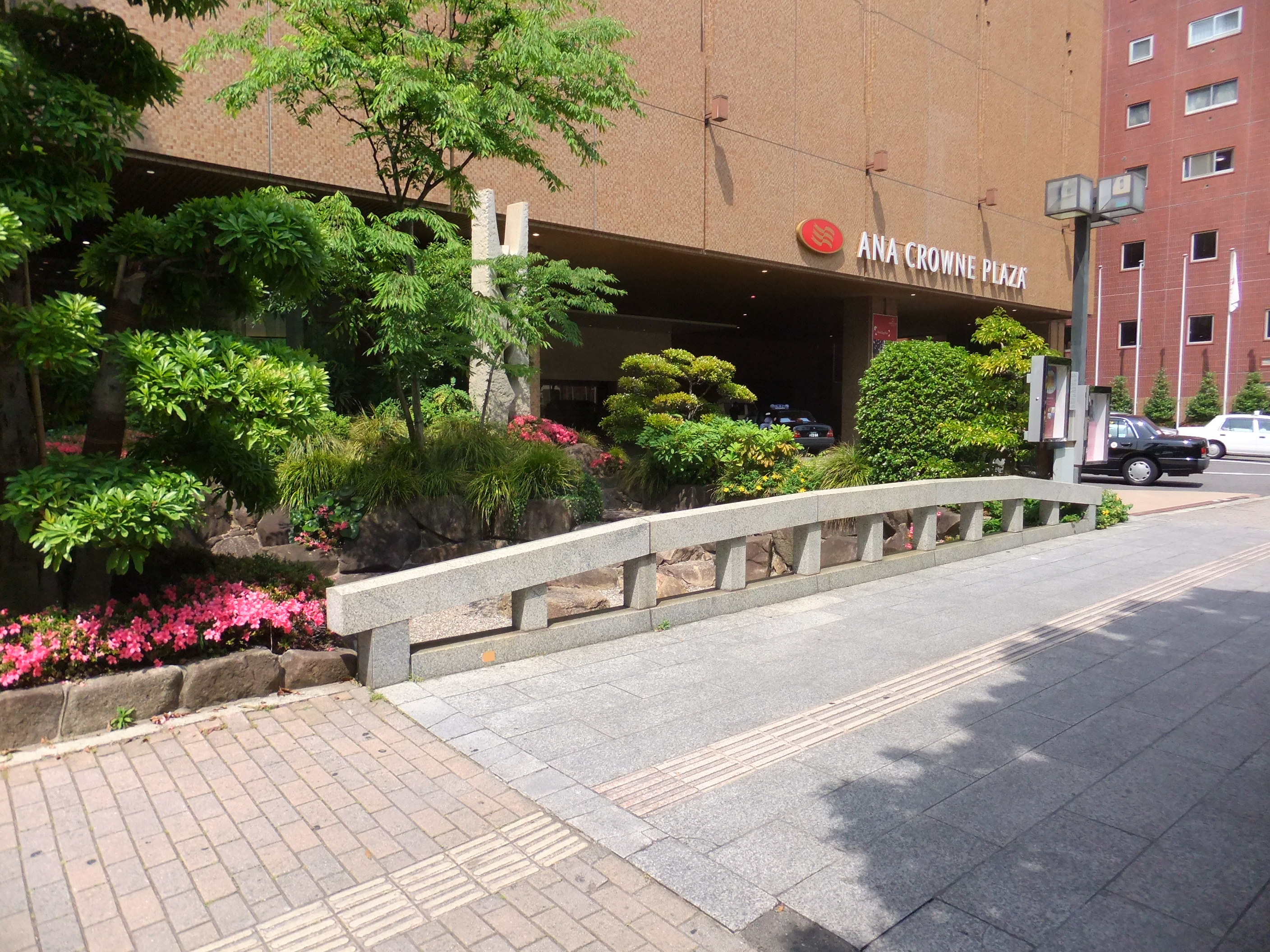
ホテル正面
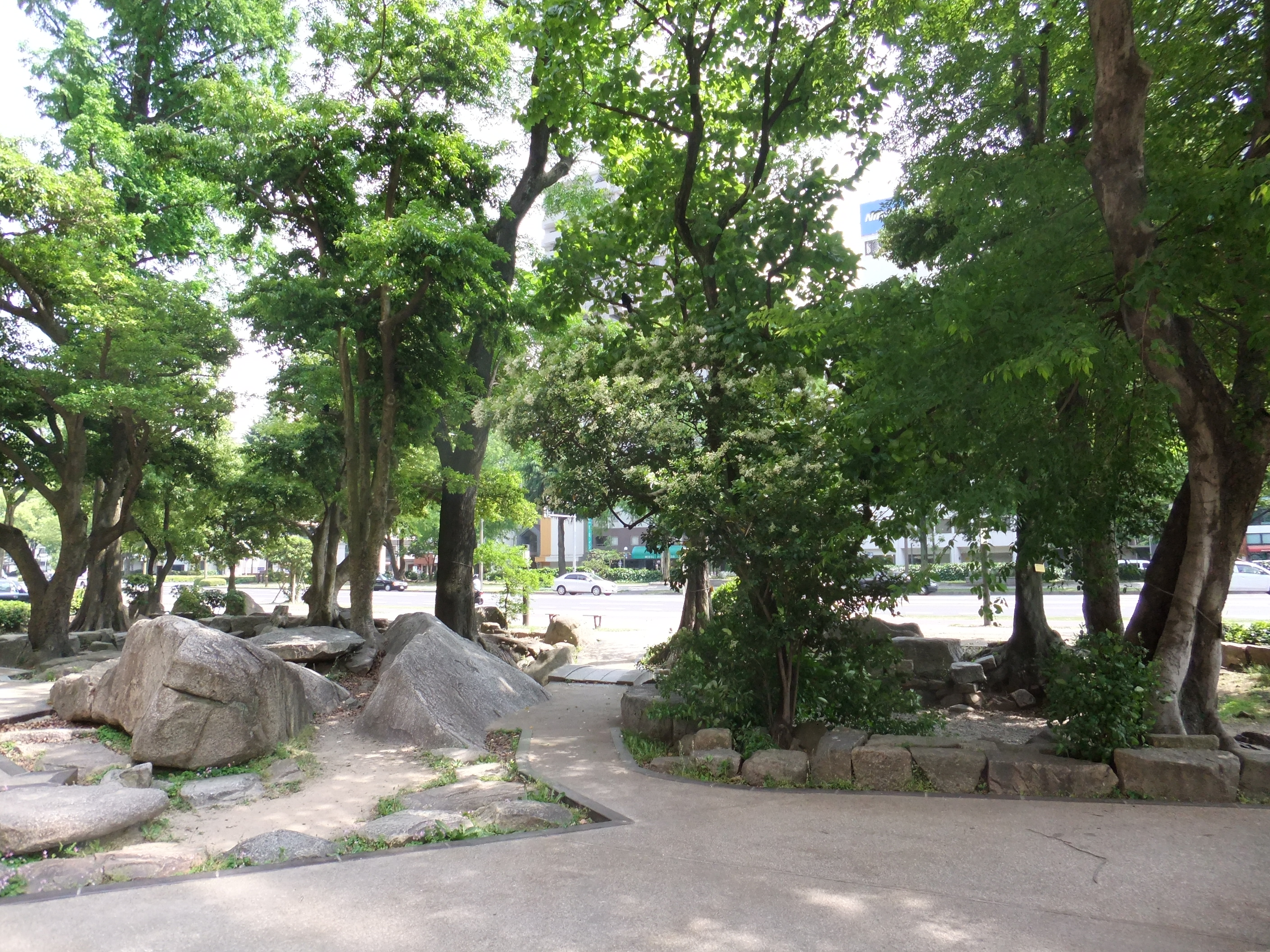
ホテル前にある愛宕池跡

## アクセス
- 広島電鉄宇品線（路面電車 1号線・7号線など）袋町電停下車、徒歩1分[7]
  - 1号線：広島駅・八丁堀・紙屋町東方面 - 袋町電停 - 広電本社前・広島港（宇品）方面
  - 7号線：横川駅・十日市町・紙屋町西方面 - 袋町電停 - 広電本社前・広島港（宇品）方面
- エキまちループ 白神社前バス停下車、徒歩1分
  - 101,102 エキまちループ（広島バス・広電バス）：（101左回り→）広島駅・八丁堀・紙屋町方面 - 白神社前バス停 - 平塚町・広島駅方面（←102右回り）
- 袋町バス停下車、徒歩1分
- 広島バスセンター（紙屋町）より、徒歩12分
- JR広島駅から車で10分